# Quichira tegminis
Quichira tegminis är en insektsart som beskrevs av Young 1968. Quichira tegminis ingår i släktet Quichira och familjen dvärgstritar.
Artens utbredningsområde är Panama. Inga underarter finns listade i Catalogue of Life.